# 埃斯克拉涅
埃斯克拉涅（法語：Esclagne，法語發音：[ɛsklaɲ]）是法国阿列日省的一个市镇，属于帕米耶区。

## 地理
埃斯克拉涅（42°58'51"N, 1°50'54"E）面积3.52 平方千米，位于法国奧克西塔尼大區阿列日省，该省份为法国西南部内陆省份，西部和北部与上加龙省接壤，东临奥德省，东南至东比利牛斯省接壤，南与安道尔和西班牙接壤。
与埃斯克拉涅接壤的市镇（或旧市镇、城区）包括：拉罗克多尔姆、普拉代特、索泰勒、塔布尔。

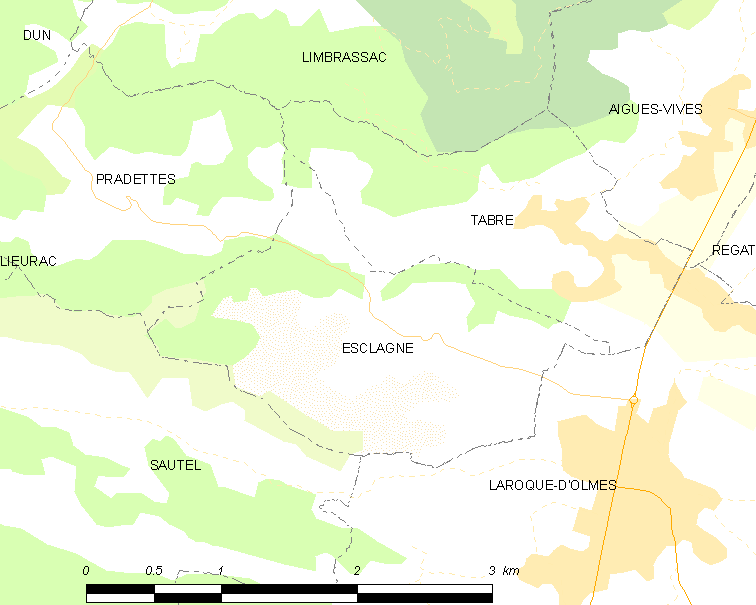
埃斯克拉涅的OSM定位图

埃斯克拉涅的时区为UTC+01:00、UTC+02:00（夏令时）。

## 行政
埃斯克拉涅的邮政编码为09600，INSEE市镇编码为09115。

## 政治
埃斯克拉涅所属的省级选区为米尔普瓦县。

## 人口

1962-2008年间埃斯克拉涅人口变化图示

埃斯克拉涅于2022年1月1日时的人口数量为121人。